# Shintarō Nago
Shintarō Nago (jap. 名古 新太郎, Nago Shintarō; * 17. April 1996 in Osaka) ist ein japanischer Fußballspieler.

## Karriere
Shintarō Nago erlernte das Fußballspielen in den Jugendmannschaften von Toyosato SC und Higashiyodogawa FC sowie in der Schulmannschaft der Shizuoka Gakuen High School und der Universitätsmannschaft der Juntendo University. Seinen ersten Vertrag unterschrieb er 2018 bei den Kashima Antlers. Der Verein aus Kashima spielte in der höchsten Liga des Landes, der J1 League. Anfang 2021 wurde er an den ebenfalls in der ersten Liga spielenden Shonan Bellmare ausgeliehen. Nach 19 Erstligaspielen kehrte er Ende Januar zu den Antlers zurück. Im Januar 2025 unterschrieb er in Fukuoka einen Vertrag bei dem ebenfalls in der ersten Liga spielenden Avispa Fukuoka.